# Bathildis van Schaumburg-Lippe (1873-1962)

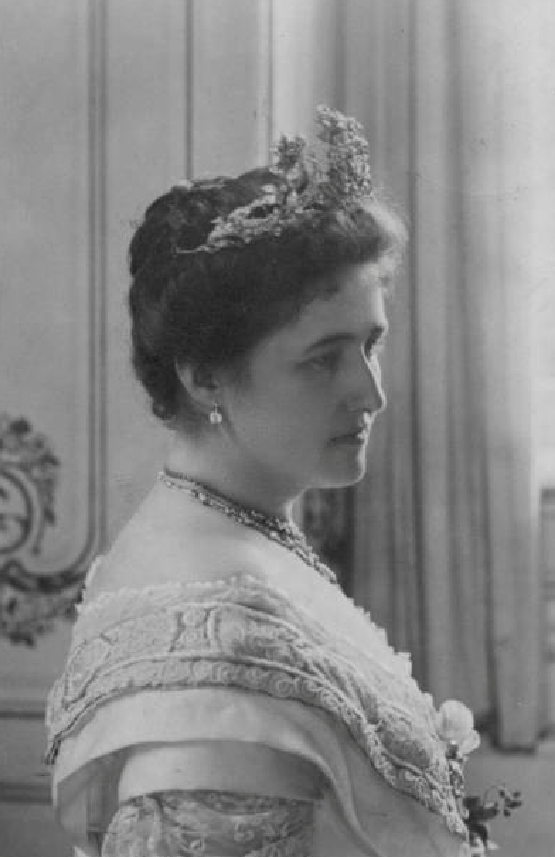
Bathildis van Schaumburg-Lippe

Bathildis Marie Leopoldine Anna Auguste van Schaumburg-Lippe (Ratiboritz, 21 mei 1873 - Arolsen, 6 april 1962) was een prinses van Schaumburg-Lippe.
Zij was een dochter van Willem Karel van Schaumburg-Lippe en Bathildis van Anhalt-Dessau en een kleindochter van George Willem van Schaumburg-Lippe.
Zelf trouwde ze op 9 augustus 1895 met Frederik Adolf Herman van Waldeck-Pyrmont, een zoon van vorst George Victor en Helena van Nassau, en een jongere broer van de Nederlandse koningin Emma. Haar man was de laatste regerend vorst van Waldeck-Pyrmont.
Uit het huwelijk werden de volgende kinderen geboren:
- Jozias (13 mei 1896 - 30 november 1967), SS-Obergruppenführer, gehuwd met Altburg Marie van Oldenburg (19 mei 1903 - 16 juni 2001), dochter van Frederik August II van Oldenburg
- Maximiliaan Willem Gustaaf Herman (13 september 1898 - 23 februari 1981), gehuwd met Gustava Gräfin zu Hallermund (7 december 1899 - 27 oktober 1986)
- Helena (22 december 1899 - 18 februari 1948), gehuwd met Nicolaas Frederik Willem (10 augustus 1897 - 3 april 1970), zoon van Frederik August II van Oldenburg
- George Willem Karel Victor (10 maart 1902 - 14 november 1971), gehuwd met Ingeborg Gräfin zu Hallermund (27 februari 1902 - 30 augustus 1991)